# Правова система Латвії

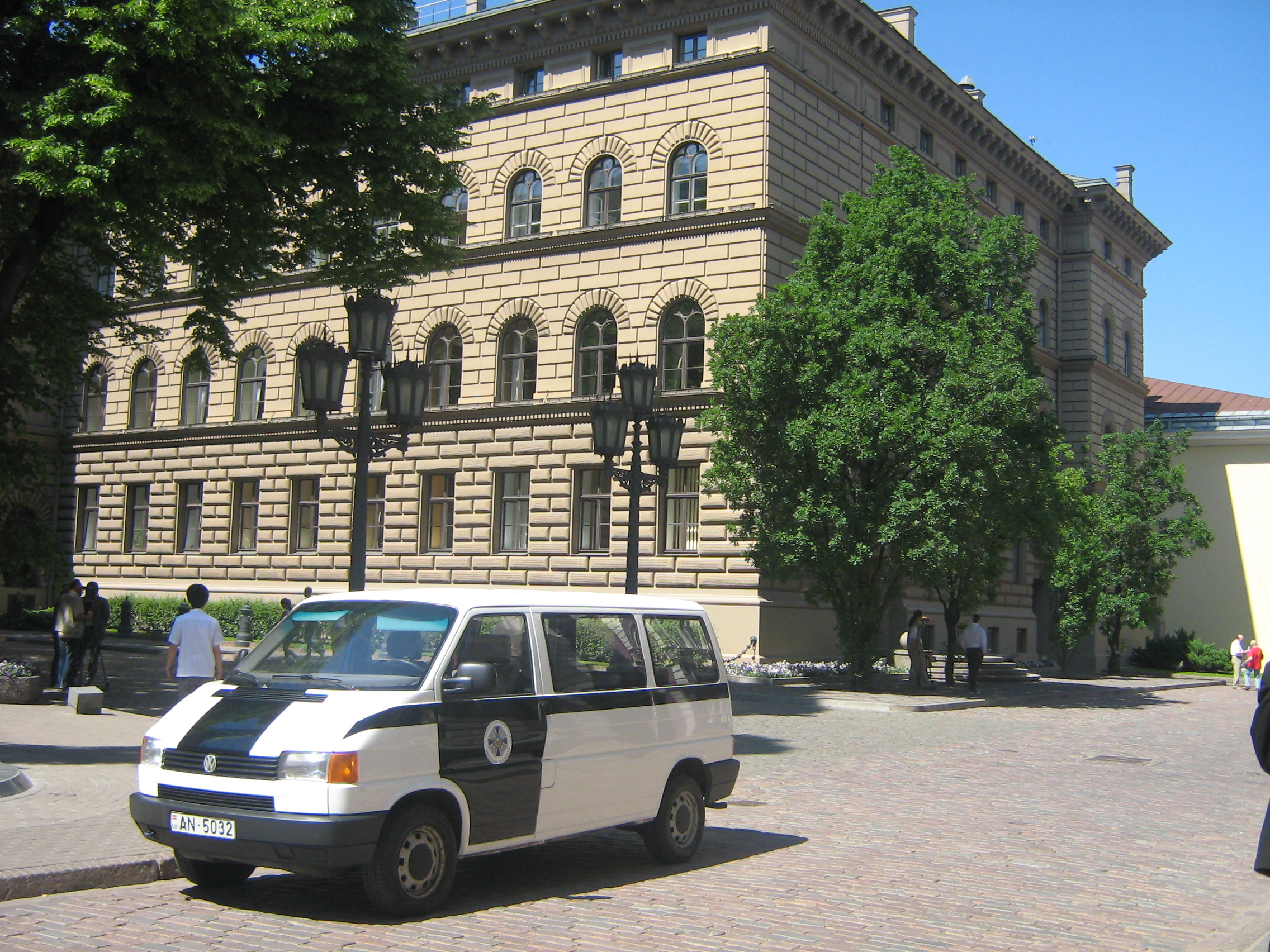
Сейм, парламент Латвії

Правова система Латвії — правова система, що належить до германської правової групи романо-германської правової сім'ї.

## Історія розвитку
Право Латвії у часи Середньовіччя не пішло у розвитку далі звичаєвого. Але з приходом німецької влади ситуація докорінно змінилася. Вони створили розвинуте для того часу законодавство, кодифікували звичаєве право.
Після приєднання Остзейського краю до Російської імперії потрібно було зробити кодифіковане законодавство яке б відповідало російському і замінило діючі на той час різноманітні закони. Це було зроблено тільки в XIX ст. коли II Відділенням Власної Її Імператорської Величності Канцелярії було розроблено проект законодавства що отримало назву «Зводу місцевих узаконень губерній Остзейських» і з 1 липня 1865 р. набуло чинності.
1889 року на території Латвії було введено в дію судові статути Росії.
Під час Першої світової війни німецькими окупаційними військами було відновлено російське Кримінальне укладення 1903 р., що продовжувало свою дію до 1933 р.
Подальшому розвитку національного законодавства завадила радянська окупація червні 1940 р. На всій території Латвії було введено радянське законодавство.
Подальший розвиток національного законодавства відновився тільки 1990 р. з проголошенням Латвією незалежності. Відновлено дію Конституції 1922 р. і Цивільного закону 1937 р. Але з точки зору сучасності ці документи є архаїчними. Тому до них вносяться зміни, аби пристосувати Конституцію і Цивільний закон до сучасних реалій.(с.433)
Зокрема 1998 року до конституції було включено розділ про права та свободи людини, 2003 року включено положення за яким уряд Латвії може надавати певну частину повноважень міжнародним установам з метою забезпечення демократії, прав та свобод людини, у 2004 році було включено ст. 101, згідно з якою громадяни Латвії та інших країн членів ЄС можуть брати участь у самоврядуванні, тощо.
До Цивільного закону теж вносилась значна частина поправок, наприклад якщо раніше владу з розірвання шлюбу  здійснював РАГС, то тепер  її надано тільки суду, змінено підстави розірвання шлюбу, додано поправки щодо інституту батьківства, тощо.
Також у 1998 році було прийнято Кримінальний закон Латвійської Республіки, 2002 року прийнято Кримінально-процесуальний кодекс, тощо.